# العلاقات البوتانية المصرية
العلاقات البوتانية المصرية هي العلاقات الثنائية التي تجمع بين بوتان ومصر.

## مقارنة بين البلدين
هذه مقارنة عامة ومرجعية للدولتين:
| وجه المقارنة                                              | بوتان          | مصر           |
| --------------------------------------------------------- | -------------- | ------------- |
| المساحة (كم2)                                             | 38.39 ألف      | 1.01 مليون    |
| عدد السكان (نسمة)                                         | 807.61 ألف     | 94.80 مليون   |
| الكثافة السكانية (ن./كم²)                                 | 21.04          | 93.86         |
| العاصمة                                                   | تيمفو          | القاهرة       |
| اللغة الرسمية                                             | لغة دزونكا     | اللغة العربية |
| العملة                                                    | نغولترم بوتاني | جنيه مصري     |
| الناتج المحلي الإجمالي (بليون دولار)                      | 2.51 مليار     | 235.37 مليار  |
| الناتج المحلي الإجمالي (تعادل القوة الشرائية) بليون دولار | 6.49 مليار     | 998.67 مليار  |
| الناتج المحلي الإجمالي الاسمي للفرد دولار أمريكي          | 2.66 ألف       | 3.61 ألف      |
| الناتج المحلي الإجمالي للفرد دولار أمريكي                 | 7.82 ألف       |               |
| مؤشر التنمية البشرية                                      | 0.605          | 0.690         |
| رمز المكالمات الدولي                                      | +975           | +20           |
| رمز الإنترنت                                              | .bt            | .eg، .مصر     |
| المنطقة الزمنية                                           | ت ع م+06:00    | ت ع م+02:00   |

## منظمات دولية مشتركة
يشترك البلدان في عضوية مجموعة من المنظمات الدولية، منها:
| علم المنظمة | اسم المنظمة                        | تاريخ انضمام بوتان | تاريخ انضمام مصر |
| ----------- | ---------------------------------- | ------------------ | ---------------- |
|             | مؤسسة التنمية الدولية              | 28 سبتمبر 1981     | 26 أكتوبر 1960   |
|             | يونسكو                             | 13 أبريل 1982      | 22 يناير 1947    |
|             | وكالة ضمان الاستثمار متعدد الأطراف | 21 أكتوبر 2014     | 12 أبريل 1988    |
|             | الأمم المتحدة                      | 21 سبتمبر 1971     | 24 أكتوبر 1945   |
|             | الاتحاد البريدي العالمي            | ?                  | ?                |
|             | البنك الدولي للإنشاء والتعمير      | 28 سبتمبر 1981     | 27 ديسمبر 1945   |
|             | الاتحاد الدولي للاتصالات           | 15 سبتمبر 1988     | 9 ديسمبر 1876    |
|             | مؤسسة التمويل الدولية              | 1 ديسمبر 2003      | 20 يوليو 1956    |
|             | منظمة الشرطة الجنائية الدولية      | ?                  | 7 سبتمبر 1923    |

## وصلات خارجية
- موقع وزارة الخارجية البوتانية
- موقع وزارة الخارجية المصرية